# Sh2-161
Sh2-161 est une nébuleuse en émission visible dans la constellation de Cassiopée. Elle est située sur le bras de Persée et est composée de deux nébuleuses distinctes : Sh2-161A, dont la plupart des paramètres sont ignorés, et Sh2-161B, directement reliée aux autres nébuleuses environnantes, telles que NGC 7538 et Sh2-159, situées dans la même région que la grande association OB Cassiopeia OB2.

## Observation
Sh2-161 est visible dans la partie la plus à l'ouest de la constellation, à la frontière avec Céphée, à 0,5° au nord-est de la nébuleuse NGC 7635 et à environ 1° à l'ouest de l'amas ouvert M52. Elle n'est pas facilement observable optiquement, donc ni les jumelles ni un télescope amateur ne permettent de la voir. On peut la voir sur des photographies à longue exposition, dans lesquelles il apparaît comme une grande nébulosité diffuse et douce, avec des régions plus lumineuses au centre et un grand arc dans la direction du nord. Le fond est très riche en champs d'étoiles, sur lesquels se détache l'amas ouvert NGC 7510 en direction sud-ouest, clairement observable même aux jumelles.
Céphée et Cassiopée sont deux constellations caractéristiques des cieux d'automne du nord. La région céleste dans laquelle se trouve le système de nébuleuse atteint sa hauteur maximale au-dessus de l'horizon dans le ciel du soir entre octobre et décembre. La déclinaison fortement septentrionale signifie qu'elle n'est facilement observable que depuis les régions de l'hémisphère boréal, où, de plus, elle est circumpolaire depuis la plupart de ses latitudes. De l'hémisphère sud, sa visibilité est limitée uniquement aux latitudes tropicales et subtropicales et il est toujours visible assez bas sur l'horizon nord.

## Caractéristiques
C'est un complexe formé en réalité de deux nébuleuses distinctes, comme le montre la mesure de la vitesse radiale. Sh2-161A est la région la moins connue, bien qu'elle ait été indiquée à la même distance que les nébuleuses environnantes, telles que Sh2-159 et NGC 7538, c'est-à-dire à une distance d'environ 2 800 pc (∼9 130 al). Sh2-161B, d'autre part, est le nuage auquel les deux nébuleuses mentionnées ci-dessus sont physiquement associées, et est associé à la grande association OB Cas OB2, la plus occidentale des associations OB de Cassiopée, qui a cinq étoiles massives de classe O et certaines de classe B.